# رون دينيس
رون دينيس (بالإنجليزية: Ron Dennis)‏ (و. 1947  م) هو رائد أعمال بريطاني، ولد في ووكينغ.

## جوائز
حصل على جوائز منها:
- قائد وسام الامبراطورية البريطانية.

## روابط خارجية
- رون دينيس على موقع ميوزك برينز (الإنجليزية)